# 五諸侯一 (井宿)
雙子座θ，又名BD+34 1481，HD 50019、SAO 59570、HR 2540，是雙子座的一颗恒星，视星等为3.6，位于銀經182.1，銀緯15.02，其B1900.0坐标为赤經6h 46m 11.9s，赤緯+34° 15.02′ 55″。